# Sommer-Paralympics 2008/Teilnehmer (Belarus)
| stlisierte Goldmedaille | stlisierte Silbermedaille | stlisierte Bronzemedaille |
| ----------------------- | ------------------------- | ------------------------- |
| 5                       | 7                         | 1                         |

Belarus nahm mit 35 Sportlern an den Sommer-Paralympics 2008 im chinesischen Peking teil.
Fahnenträger bei der Eröffnungsfeier war der Leichtathlet Ihar Fartunau. Die größten Erfolge feierte der Schwimmer Sergei Punko mit einer Gold- und zwei Silbermedaillen.

## Teilnehmer nach Sportarten

### Leichtathletik
Frauen
- Anna Kaniouk
- Katsiaryna Kirushchanka
- Iryna Leantsiuk
- Tamara Sivakova, 1x  (Diskuswerfen, Klasse F12/13), 1x   (Kugelstoßen, Klasse F12/13)
- Aksana Sivitskaya
- Volha Zinkevich, 1x  (Weitsprung, Klasse F12)

Männer
- Ihar Barysionak
- Yury Buchkou
- Siarhei Burdukou
- Aliaksandr Daniliuk
- Ihar Fartunau
- Siarhei Hrybanau
- Viktar Khilmonchyk
- Aliaksandr Kouzmichou
- Aliaksandr Pankou
- Ruslan Sivitski
- Aliaksandr Subota
- Aliaksandr Tryputs
- Viktar Zhukousky

### Powerlifting (Bankdrücken)
Männer
- Siarhei Kryvulets

### Radsport
Frauen
- Alesia Belaichuk
- Alena Drazdova *
- Iryna Fiadotava *
- Iryna Parkhamovich

Männer
- Andrei Piutsevich
- Vasili Shaptsiaboi

|*Straßenrennen der Blinden
| Frauen Einzelstraßenrennen Klasse B&VI 1-3 (Gold ) | Frauen Einzelzeitfahren Klasse B&VI 1-3 (Silber ) |
| -------------------------------------------------- | ------------------------------------------------- |
| - Alena Drazdova - Iryna Fiadotava                 | - Alena Drazdova - Iryna Fiadotava                |

### Rollstuhlfechten
Frauen
- Aliona Halkina

Männer
- Mikalai Bezyazychny, 1x  (Degen Einzel, Kategorie B)

### Rudern
Frauen
- Ljudmila Wautschok, 1x  (Einer 1000 Meter, Klasse A)

### Schwimmen
Frauen
- Natallia Shavel

Männer
- Uladsimir Isotau, 1x  (100 Meter Brust, Klasse SB13)
- Raman Makarau, 1x  (100 Meter Schmetterling, Klasse S12)
- Sergei Punko, 1x  (400 Meter Freistil, Klasse S12), 2x  (100 Meter Brust, Klasse SB12; 100 Meter Schmetterling, Klasse S12)
- Yuri Rudzenok
- Dzmitry Salei, 1x  (100 Meter Schmetterling, Klasse S13)